# Boxer (álbum de Johannes Oerding)
Boxer é o segundo álbum de estúdio do cantor e compositor alemão Johannes Oerding, lançado pela Columbia Records, em 8 de fevereiro de 2011.

## Lista de faixas
| N.º | Título                  | Compositor(es)                      | Duração |  |
| 1.  | "Tausend Menschen"      | Johannes Oerding                    | 4:02    |  |
| 2.  | "Reparier'n"            | Oerding                             | 4:01    |  |
| 3.  | "Morgen"                | Oerding, Frank Ramond               | 3:40    |  |
| 4.  | "Sonne"                 | Oerding                             | 4:00    |  |
| 5.  | "Erster Klasse"         | Oerding                             | 3:29    |  |
| 6.  | "Zurück"                | Oerding                             | 3:34    |  |
| 7.  | "Trotzdem"              | Sven Bünger, Stefan Knoess, Oerding | 4:06    |  |
| 8.  | "Boxer"                 | Oerding                             | 4:40    |  |
| 9.  | "Halt Mich Fest"        | Oerding, Mark Smith                 | 4:18    |  |
| 10. | "Ich Lass Dich Geh'n"   | Oerding, Ramond                     | 4:01    |  |
| 11. | "Wenn Du Mich Brauchst" | Oerding                             | 3:30    |  |
| 12. | "Alles Was Bleibt"      | Oerding, Ramond                     | 3?53    |  |
| 13. | "Gelandet"              | Bünger                              | 3:45    |  |

## Paradas musicais
| Parada (2009)                   | Melhor posição |
| ------------------------------- | -------------- |
| Alemanha (Media Control Charts) | 11             |